# Effet Sachs-Wolfe

Fond diffus cosmologique, photographié par le satellite WMAP. Les zones en bleu de grande taille, apparaissant plus froides, sont en réalité des zones plus chaudes que les autres, mais sujettes à un décalage vers le rouge gravitationnel : c'est l'effet Sachs-Wolfe.

 (mars 2025).
Si vous disposez d'ouvrages ou d'articles de référence ou si vous connaissez des sites web de qualité traitant du thème abordé ici, merci de compléter l'article en donnant les références utiles à sa vérifiabilité et en les liant à la section « Notes et références ».
En cosmologie, l'effet Sachs-Wolfe est le nom donné à l'effet selon lequel une zone légèrement plus dense et légèrement plus chaude de l'univers peut apparaître aujourd'hui plus froide que les zones environnantes. Ceci provient du fait que le rayonnement issu des zones les plus denses subit un décalage vers le rouge d'origine gravitationnelle plus important, et que sous certaines conditions, ce décalage vers le rouge compense le fait que le rayonnement était plus chaud que celui des zones environnantes. Le nom d'effet Sachs-Wolfe est donné en l'honneur de Rainer Kurt Sachs et Arthur Michael Wolfe en 1967. Il se produit dans les fluctuations de température du fond diffus cosmologique.

## Formule
Le fond diffus cosmologique permet de visualiser l'Univers tel qu'il était quelques centaines de milliers d'années après le Big Bang. Le rayonnement émis par l'univers à cette époque est décelable aujourd'hui dans le domaine des micro-ondes. La région de l'univers qui a émis ce rayonnement s'appelle la surface de dernière diffusion. Elle a la forme d'une sphère au centre duquel se trouve notre galaxie (la Voie lactée). Bien que l'Univers ait été extrêmement homogène et isotrope par le passé, certaines régions étaient légèrement plus denses ou légèrement moins denses que la moyenne. C'est à partir des régions légèrement plus denses que le mécanisme d'instabilité de Jeans a pu se produire, permettant à la matière de ces régions de se concentrer jusqu'à former les grandes structures (galaxies, amas de galaxies) observées aujourd'hui. Les fluctuations de densité qui existaient à l'époque d'émission du fond diffus cosmologique sont ainsi visibles par le fait que l'intensité (ou la température) de ce rayonnement varie légèrement (de quelques dizaines de microkelvins) en fonction de la direction d'observation.
Les zones les plus denses en matière sont également les plus chaudes, aussi s'attend-on à ce que les zones où le fond diffus cosmologique apparaît avec le plus d'intensité émanent des régions les plus denses. Cependant, la relativité générale prédit qu'un rayonnement s'échappant d'une zone dense va subir un décalage vers le rouge (c'est-à-dire apparaisse plus froide), d'origine gravitationnelle. L'effet Sachs-Wolfe est la combinaison de ces deux effets.
L'on montre que les fluctuations de température {\displaystyle \delta T/T}dans une direction n donnée 
{\displaystyle {\frac {\delta T}{T}}(\mathbf {n} )=\left.{\frac {1}{4}}{\frac {\delta \rho }{\rho }}\right|_{\rm {LSS}}+2\left.\Phi \right|_{\rm {LSS}}},
où {\displaystyle \delta \rho /\rho } représente les fluctuations de densité et {\displaystyle \Phi } le potentiel gravitationnel, ces deux quantités étant évaluées au niveau de la région de la surface de dernière diffusion située dans la direction d'observation. Il existe une relation entre le potentiel gravitationnel et les fluctuations de densité. Cette relation, d'ordinaire appelée équation de Poisson prend une forme extrêmement atypique, du fait que l'on se place ici dans un Univers en expansion et, aux très grandes échelles que l'on considère, des effets de relativité générale doivent être pris en compte. Ici, quand on considère des effets de grande échelle, les calculs (voir Théorie des perturbations cosmologiques) indiquent que 
{\displaystyle {\frac {\delta \rho }{\rho }}=-{\frac {20}{3}}\Phi }.
L'expression donnant les fluctuations de température se simplifie alors et donne
{\displaystyle {\frac {\delta T}{T}}={\frac {1}{3}}\Phi }.
La particularité de ce résultat est que les fluctuations de température sont du signe opposé aux fluctuations de densité sur la surface de dernière diffusion. Ce phénomène ne se produit qu'à grande échelle : à petite échelle, le décalage vers le rouge d'origine gravitationnelle est négligeable par rapport aux fluctuations de densité.